# Garça-dos-recifes

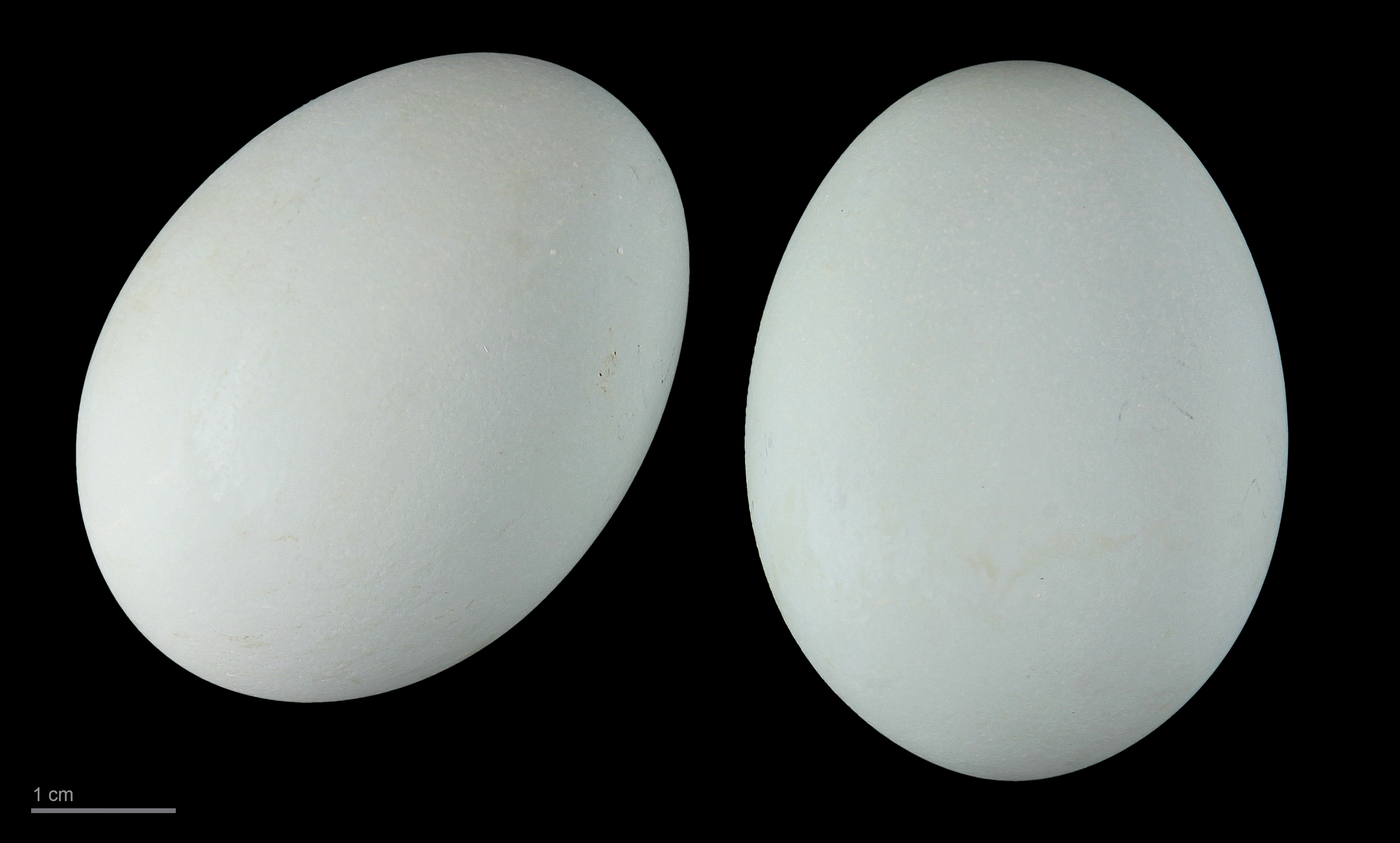
Egretta gularis - MHNT

Garça-dos-recifes ou garça-negra (Egretta gularis) é uma ave da família Ardeidae. De tamanho semelhante à  garça-branca-pequena (Egretta thula), distingue-se sobretudo pela plumagem mais escura.
É originária da África tropical e da Ásia, sendo de ocorrência muito rara em Portugal.

## Subespécies
São reconhecidas duas subespécies:
- Egretta gularis gularis (Bosc, 1792) - ocorre na região costeira do oeste da África, desde a Mauritânia até o Gabão. Esta subespécie apresenta a coloração morfo escura mais intensamente escura que a subespécie schistacea.
- Egretta gularis schistacea (Hemprich & Ehrenberg, 1828) - ocorre da região costeira do leste da África até o Mar Vermelho, no Golfo Pérsico e no sudeste da Índia e Sri Lanka. Esta subespécie apresenta a coloração morfo escuro mais azul acinzentado do que o morfo escuro da espécie nominal.